# О’Брайен, Дэн
Дэниел Дион О’Брайен (англ. Daniel Dion O'Brien; род. 18 июля 1966, Портленд) — американский легкоатлет, специалист по многоборьям. Выступал за сборную США по лёгкой атлетике в 1990-х годах, чемпион летних Олимпийских игр в Атланте, трёхкратный чемпион мира, семикратный победитель национального чемпионата, рекордсмен мира в десятиборье и семиборье.

## Биография
Дэн О’Брайен родился 18 июля 1966 года в Портленде, штат Орегон. Имеет афроамериканское и финское происхождение.
Рос приёмным ребёнком в семье американских ирландцев в городе Кламат-Фолс. По окончании местной старшей школы в 1984 году поступил в Айдахский университет в Москоу — присоединился к университетской легкоатлетической команде «Айдахо Вандалс», неоднократно принимал участие в различных студенческих соревнованиях. Проходил подготовку под руководством тренеров Майка Келлера и Рика Слоана.
Пытался пройти отбор на летние Олимпийские игры 1988 года в Сеуле, во время национального отбора показал достаточно высокий результат в беге на 100 метров, но затем на этапе прыжков в длину получил травму и вынужден был досрочно завершить выступление.
Впервые заявил о себе на международном уровне в сезоне 1990 года, когда стал серебряным призёром чемпионата США в десятиборье, вошёл в состав американской национальной сборной и побывал на Играх доброй воли в Сиэтле, откуда так же привёз награду серебряного достоинства — в обоих случаях уступил своему соотечественнику Дейву Джонсону.
В 1991 году одержал победу на чемпионате США в Нью-Йорке и на чемпионате мира в Токио.
Находясь в числе сильнейших десятиборцев планеты и имея звание чемпиона мира, О’Брайен считался главным фаворитом предстоящих Олимпийских игр 1992 года в Барселоне, однако на национальном отборе в Новом Орлеане его постигла неудача. Во время восьмого этапа, прыжков с шестом, он пропустил первые четыре высоты, но затем, когда планку подняли до отметки 4,80 метра, провалил все три попытки — не получив очков в данной дисциплине, сразу же спустился с первого места на одиннадцатое. Неожиданное непопадание О’Брайена на Олимпиаду обернулось значительными финансовыми потерями для его спонсоров и телевидения, так-как были уже запущены рекламные и промо-ролики, предвещавшие его выступление на Играх. Несмотря на неудачу с олимпийским отбором, спортсмен продолжил усердно тренироваться и в сентябре на соревнованиях во Франции установил мировой рекорд в десятиборье, набрав в сумме 8891 очко. Рекорд впоследствии продержался до 1999 года, при этом на протяжении почти двадцати лет он являлся рекордом США (превзойдён лишь в 2012 году Эштоном Итоном).
В 1993 году Дэн О’Брайен вновь стал чемпионом США, с мировым рекордом (6476) был лучшим в семиборье на чемпионате мира в помещении в Торонто, победил в десятиборье на летнем чемпионате мира в Штутгарте.
В 1994 году защитил звание национального чемпиона в десятиборье, победил на Играх доброй воли в Санкт-Петербурге.
На чемпионате США 1995 года в очередной раз превзошёл всех своих соперников и завоевал золото, на последовавшем чемпионате мира в Гётеборге добавил в послужной список ещё одну золотую награду.
На Олимпийских играх 1996 года в Атланте набрал 8824 очка и получил золотую олимпийскую медаль, опередив ближайшего преследователя немца Франка Буземана на 118 очков.
После некоторого перерыва в 1998 году О’Брайен вернулся в сборную и выиграл Игры доброй воли в Нью-Йорке — это была уже одиннадцатая его победа подряд с 1992 года.
Из-за травмы левой ступни, полученной в июле 2000 года, он вынужден был пропустить отбор на Олимпийские игры в Сиднее. Череда травм также не позволила ему принять участие в Играх 2004 года в Афинах.
За выдающиеся спортивные достижения введён в Зал славы спорта Орегона (2005), Национальный зал славы лёгкой атлетики (2006), Зал славы спорта Айдахского университета (2007), Олимпийский зал славы Соединённых Штатов (2012), Зал славы IAAF (2012).
По завершении спортивной карьеры управлял собственным спортивным залом Gold Medal Acceleration в Скотсдейле, на общественных началах тренировал легкоатлетическую команду Университета штата Аризона. Вместе с Дейвом Джонсоном вёл подкаст The Trials of Dave and Dan на радио ESPN. В 2012 году в соавторстве с Брэдом Боткиным написал книгу Clearing Hurdles: The Quest to Be The World’s Greatest Athlete (ISBN 978-1935628088).